# Cruria tropica
Cruria tropica là một loài bướm đêm trong họ Noctuidae.